# جورج أبيض
جورج أبيض (5 مايو 1880 - 12 فبراير 1959)، ممثل لبناني. مثل في المسرح والسينما وقدم أول فيلم غنائي مصري وكان أول نقيب للممثلين في مصر، ودرس في «معهد الفنون المسرحية».

## حياته
ولد في بيروت بلبنان ثم هاجر إلى مصر عندما كان عمره 18 عاما وكان مفلسا ولا يحمل من الشهادات سوى دبلوما في التلغراف وذلك ما أهله للعمل بعد عام بسكك حديد الإسكندرية. في عام 1904 شاهده الخديوي عباس في مسرحية سياسية مترجمة تحت عنوان «برج نيل» فأعجب به وأرسله إلى باريس لدراسة الفن، وعاد لمصر عام 1910 ومعه فرقة فرنسية تحمل اسمه وبدأ بعرض مسرحيات باللغة الفرنسية. قدمت فرقته أكثر من 130 مسرحية مترجمة ومؤلفة طوال عشرين عاما. كان من رواد السينما حيث قدم أول فيلم غنائي مصري وهو فيلم أنشودة الفؤاد عام 1932.

## مهامه
في عام 1943 انتخب ليكون أول نقيب لنقابة للممثلين في مصر، وحين افتتح معهد الفنون المسرحية ظل يدرّس به حتى توفي.

## مسرحياته

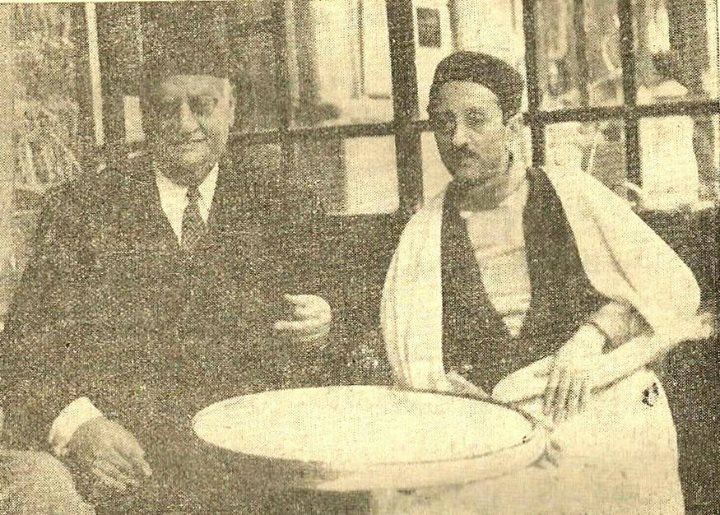
ب صحبة الفنان المصري الكبير جورج أبيض

- اوديب الملكب صحبة الفنان المصري الكبير جورج أبيض
- لويس الحادي عشر
- عطيل
- تاجر البندقية
- ترويض النمرة
- عدو الشعب
- شارل السادس
- تيمور لتلك الساحرة
- العشرة الأولى
- الشعلة
- العرائس
- صلاح الدين وملكة أورشليم
- أبطال المنصورة
- الحاكم بأمر الله
- الهوارى
- حور محب
- عاصفة على بيت وسفينة نوح
- البدوية

## روابط خارجية
- جورج أبيض على موقع IMDb (الإنجليزية)
- جورج أبيض على موقع الموسوعة البريطانية (الإنجليزية)
- جورج أبيض على موقع الدهليز
- جورج أبيض على موقع قاعدة بيانات الأفلام العربية
- جورج أبيض على موقع قاعدة بيانات الفيلم (الإنجليزية)